# Sicalipsis

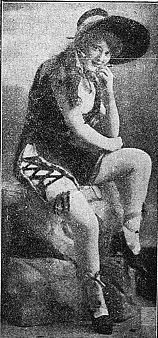
«Pepita Melia, la gentil tiple que cada día gusta más y es más aplaudida en ABC» (La Hoja de Parra, 1911)

«Sicalipsis» y sus derivados adjetivos «sicalíptico» y «sicalíptica» son términos del argot teatral y literario español de la primera mitad del siglo xx.

## Etimologías
Voz recogida en 1917, en el Diccionario de la Lengua Española de José Alemany y Bolufer, y definida por la Academia como manifestación "pícara" del erotismo con ‘intención maliciosa’ de fondo sexual, partiendo de una posición moralista del pensamiento. La etimología griega propuesta por los académicos de la lengua es del idioma griego «σῦκον», higo, y «ἄλειψις», frotamiento o acción de untar. Joan Corominas –según el wikcionario– da como etimologías  «sỹkon» (vulva) y «aleiptikós» ("masajeador"), y Federico Ruiz Morcuende lo situaba acuñado en la primavera de 1902 para el anuncio de una ‘novelita pornográfica’.

## Historia

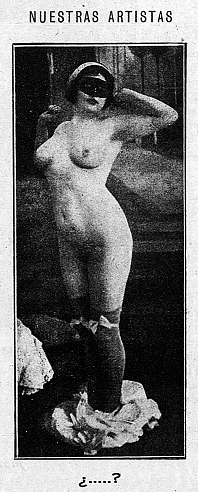
«Nuestras artistas. ¿...?» (La Hoja de Parra, 1911)

Tomando guiños y pautas del teatro de variedades, el sainete, el 'género chico', en general, y la revista musical española, en particular, la moda sicalíptica que había nacido en el Teatro Eslava inundó los escenarios más populares de Madrid. La "ola verde", castiza, espontánea y vulgar como un cuarto de siglo antes habían sido los «bufos madrileños». El furor sicalíptico, hijo del cuplé erótico y con pretensiones literarias como su hermana la astracanada, inundaría los subgéneros teatrales fruto del teatro por horas. Alcanzó carácter nacional con la "revista de variedades", y nominalmente llegó a generar piezas como la titulada El arte sicalíptico, sainete lírico en un acto y dos cuadros, publicado en 1907. Ya en el siglo xxi podría destacarse el estudio dedicado al tema por el periodista António Gómez: Las picardías de nuestros abuelos.

### Origen de lasicalíptica

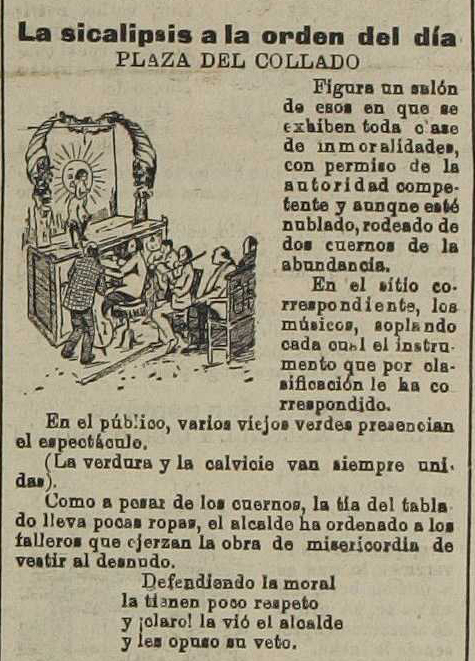
«La sicalipsis a la orden del día» (Diario de Valencia, 1912)

Cuenta el crítico Augusto Martínez Olmedilla en su Anecdotario de la farándula madrileña algunas anécdotas sobre el supuesto origen de la sicalipsis y lo sicalíptico, excrecencia lexicográfica como antes habían sido las suripantas y luego el soflamen. Y atribuye el origen rocambolesco de la palabra al editor barcelonés Ramón Sopena que con motivo de la publicación de su lujoso Portfolio del desnudo (con pinturas famosas y fotos de mujeres aún más famosas en su época), y comunicándole sus expectativas al periodista Félix Limendoux, encargado de redactar los pies de las láminas, le dijo: 

Quiero algo grande, que no se haya hecho nunca: una cosa...¡sicalíptica!

Todo parece indicar que el editor quiso decir "apocalíptica" o algo similar. Pero Limendoux, con instinto periodístico, apuntó la palabrota y la usó a destajo como eslogan del Portfolio del desnudo. Poco después, los críticos teatrales recogieron el esdrújulo hallazgo para aplicarlo a la "ola verde" que anegaba las tablas del teatro nacional. La versión de Olmedilla parece coincidir con la del erudito Corominas que la consideraba «una "creación comercial arbitraria", en cuya invención han podido contribuir otras palabras como sibarítico, apocalíptico, etc.».